# Comité Olímpico Internacional
O Comitê(pt-BR) ou Comité(pt-PT?) Olímpico Internacional (COI, do inglês International Olympic Committee) é uma organização não governamental criada em 23 de junho de 1894, por iniciativa do francês Pierre de Coubertin, com a finalidade de reinstituir os Jogos Olímpicos realizados na antiga Grécia e organizar e promover a sua realização de quatro em quatro anos.
O COI é financiado através de publicidade e comercialização de artigos comemorativos dos Jogos e através da venda dos direitos de transmissão dos eventos Olímpicos.
Em 1896, após uma pausa de 1 500 anos, realizaram-se os primeiros Jogos Olímpicos da era moderna, que o barão de Coubertin esperava ajudassem a fomentar a comunicação e paz internacional.
Atualmente, o objetivo do COI é a administrar e legislar sobre os Jogos, e também servir como entidade legal que detém os direitos de autor, marcas registradas e outras propriedades relacionadas com os Jogos Olímpicos. Por exemplo, a Bandeira Olímpica, o Lema Olímpico e o Hino Olímpico pertencem e são administrados pelo COI. Adicionalmente há outras organizações, nomeadamente os Comités Olímpicos Nacionais e as Federações Esportivas Internacionais, que são controladas pelo COI e que coletivamente são designadas por "Movimento Olímpico".
As cidades que desejarem ser sedes dos Jogos Olímpicos de Verão ou de Inverno devem entregar uma proposta candidatura para seus Comitês Olímpicos Nacionais que devem autorizar ou não a sua candidatura. Estes devem entregar a proposta de organização ao COI, que tem a palavra final na decisão de onde se realizarão os Jogos, através da votação de delegados que representam a maioria dos países-membros. Por lei, todos os membros do COI têm de se retirar ao atingir 81 anos de idade.

## Missão e objetivos
A missão declarada do COI é promover o Olimpismo em todo o mundo e liderar o Movimento Olímpico:
- Incentivar e apoiar a promoção da ética e boa governança no esporte, bem como a educação da juventude por meio do esporte e dedicar seus esforços para garantir que, no esporte, prevaleça o espírito de fair play e a violência seja proibida;
- Estimular e apoiar a organização, desenvolvimento e coordenação do esporte e das competições esportivas;
- Assegurar a celebração regular dos Jogos Olímpicos;
- Cooperar com organizações e autoridades competentes, públicas ou privadas, que se esforcem para colocar o esporte a serviço da humanidade e, assim, promover a paz;
- Agir para fortalecer a unidade do Movimento Olímpico, proteger sua independência, manter e promover sua neutralidade política e preservar a autonomia do esporte;
- Agir contra qualquer forma de discriminação que afete o Movimento Olímpico;
- Incentivar e apoiar representantes eleitos de atletas dentro do Movimento Olímpico, com a Comissão de Atletas do COI atuando como seu representante supremo em todos os Jogos Olímpicos e assuntos relacionados;
- Incentivar e apoiar a promoção da mulher no desporto a todos os níveis e em todas as estruturas com vista à concretização do princípio da igualdade entre homens e mulheres;
- Proteger atletas limpos e a integridade do esporte, liderando a luta contra o doping e agindo contra todas as formas de manipulação de competições e corrupção relacionada;
- Incentivar e apoiar medidas relativas à assistência médica e à saúde dos atletas;
- Opor-se a qualquer abuso político ou comercial do esporte e dos atletas;
- Incentivar e apoiar os esforços das organizações desportivas e do poder público para garantir o futuro social e profissional dos atletas;
- Incentivar e apoiar o desenvolvimento do esporte para todos;
- Incentivar e apoiar uma preocupação responsável com as questões ambientais, promover o desenvolvimento sustentável do esporte e exigir que os Jogos Olímpicos sejam realizados em conformidade;
- Promover um legado positivo dos Jogos Olímpicos para as cidades, regiões e países-sede;
- Incentivar e apoiar iniciativas que aliem o esporte à cultura e à educação;
- Incentivar e apoiar as atividades da Academia Olímpica Internacional ("IOA") e demais instituições que se dediquem à educação olímpica;
- Promover o esporte seguro e a proteção dos atletas contra todas as formas de assédio e abuso.

Desde 1995, o COI tem trabalhado para tratar das questões de saúde ambiental resultantes da realização dos Jogos Olímpicos. Desde 2002, o COI esteve envolvido em várias controvérsias de alto nível, incluindo a aceitação de presentes, seu pedido DMCA de remoção dos vídeos de protesto tibetanos de 2008, escândalos de doping russos e seu apoio aos Jogos Olímpicos de Inverno de Pequim 2022, apesar das violações dos direitos humanos da China documentadas em os Papéis de Xinjiang.

## Juramento dos membros
"Honrado por ser escolhido como membro do Comitê Olímpico Internacional, aceito plenamente todas as responsabilidades que este cargo traz: prometo servir o Movimento Olímpico da melhor maneira possível. Respeitarei a Carta Olímpica e aceitarei as decisões do o COI. Sempre agirei independentemente de interesses comerciais e políticos, bem como de qualquer consideração racial ou religiosa. Cumprirei integralmente o Código de Ética do COI. Prometo lutar contra todas as formas de discriminação e me dedicar em todas as circunstâncias para promover os interesses do Comitê Olímpico Internacional e do Movimento Olímpico".

## História
O COI foi criado por Pierre de Coubertin, em 23 de junho de 1894, com Demetrios Vikelas como seu primeiro presidente. Em fevereiro de 2022, seus membros consistiam em 105 membros ativos. O COI é a autoridade suprema do Movimento Olímpico moderno em todo o mundo.
O COI organiza os Jogos Olímpicos modernos e os Jogos Olímpicos da Juventude, realizados no verão e no inverno a cada quatro anos. Os primeiros Jogos Olímpicos de Verão foram realizados em Atenas, Grécia, em 1896; a primeira Olimpíada de Inverno foi em Chamonix, França, em 1924. O primeiro Jogos Olímpicos da Juventude de verão foi em Cingapura em 2010, e o primeiro Jogos Olímpicos da Juventude de inverno foi em Innsbruck em 2012
Até 1992, os Jogos Olímpicos de Verão e de Inverno eram realizados no mesmo ano. Depois daquele ano, no entanto, o COI mudou os Jogos Olímpicos de Inverno para os anos pares entre os Jogos de Verão para ajudar a espaçar o planejamento dos dois eventos um do outro e melhorar o equilíbrio financeiro do COI, que recebe uma receita proporcionalmente maior nos Jogos Olímpicos.
Em 2009, a Assembleia Geral da ONU concedeu ao COI o status de Observador Permanente. A decisão permite que o COI se envolva diretamente na Agenda da ONU e participe das reuniões da Assembleia Geral da ONU, onde pode tomar a palavra. Em 1993, a Assembleia Geral aprovou uma Resolução para solidificar ainda mais a cooperação COI-ONU, revivendo a Trégua Olímpica.
O COI recebeu aprovação em novembro de 2015 para construir uma nova sede em Vidy, Lausanne. O custo do projeto foi estimado em US$ 156 milhões. O COI anunciou em 11 de fevereiro de 2019 que a "Casa Olímpica" seria inaugurada em 23 de junho de 2019 para coincidir com seu 125º aniversário. O Museu Olímpico permanece em Ouchy, Lausanne.

## Organização

### Sessão do COI
A Sessão do COI é a assembleia geral dos membros do COI, realizada uma vez por ano, na qual cada membro tem direito a um voto. É o órgão supremo do COI e suas decisões são finais.
As Sessões Extraordinárias podem ser convocadas pelo Presidente ou mediante solicitação por escrito de pelo menos um terço dos membros.
Entre outros, os poderes da Sessão são:
- Adotar ou emendar a Carta Olímpica.
- Eleger os membros do COI, o Presidente Honorário e os membros honorários.
- Eleger o Presidente, os vice-presidentes e todos os demais membros da Diretoria Executiva do COI.
- Eleger a cidade-sede dos Jogos Olímpicos.

### Subsidiárias[9]
- Fundação Olímpica (Lausanne, Suíça)
- IOC Television and Marketing Services SA (Lausanne, Suíça)
- Programa Parceiro Olímpico (Lausanne, Suíça)
- Olympic Broadcasting Services SA (Lausanne, Suíça)
- Olympic Broadcasting Services SL (Madri, Espanha)
- Olympic Channel Services SA (Lausanne, Suíça)
- Olympic Channel Services SL (Madrid, Espanha)
- Fundação Olímpica para Cultura e Patrimônio (Lausanne, Suíça)
- Gestão do Patrimônio do COI
- Centro de Estudos Olímpicos
- Museu Olímpico
- Programas Internacionais de Artes, Cultura e Educação
- Solidariedade Olímpica (Lausanne, Suíça)

## Membros do COI

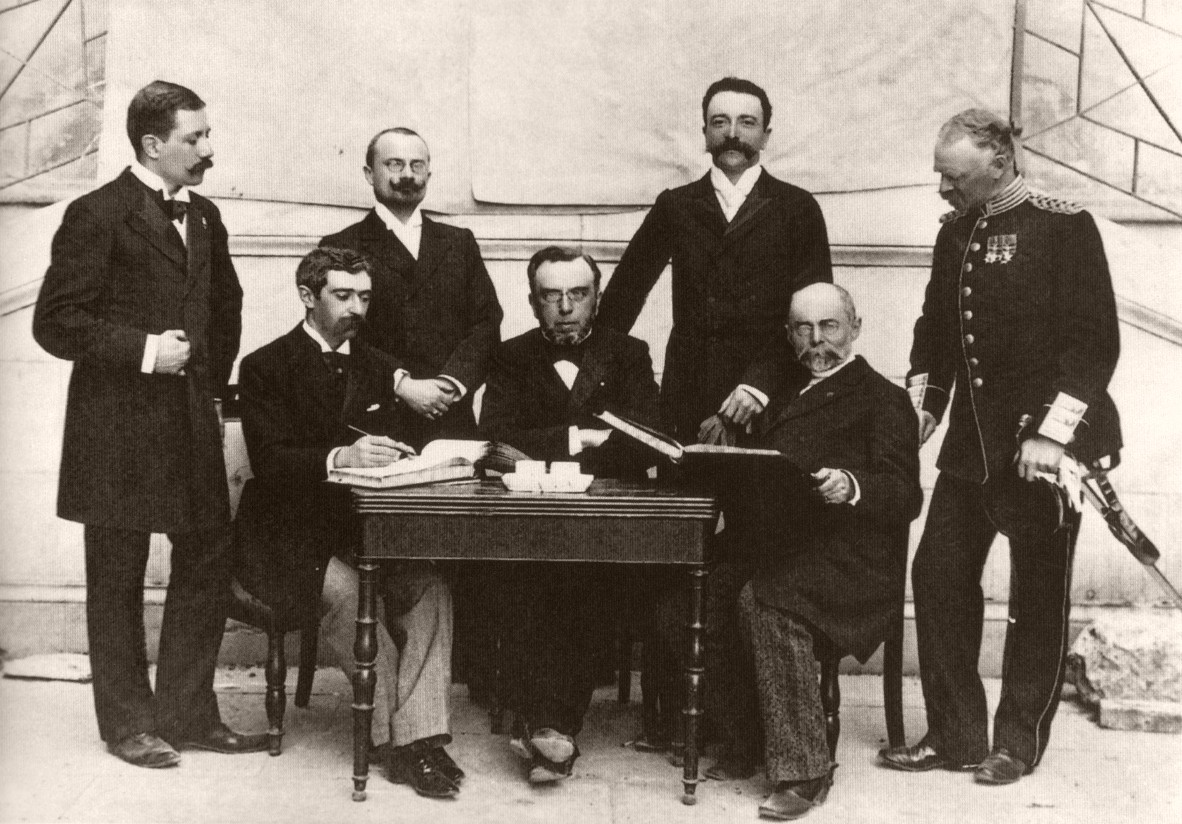
O primeiro COI, nos Jogos Olímpicos de Verão de 1896. Da esquerda para a direita, levantado: Gebhardt (Alemanha), Guth-Jarkovsky (Boémia), Kemeny (Hungria), Balck (Suécia); sentado : Coubertin (França), Vikelas (Grécia & presidente), Butovsky (Rússia)

A quantidade total de membros do COI não pode exceder 115. Quando nomeados ele se tornam membros do COI em seus respectivos países, ao invés de representantes dos seus países ao Comitê Olímpico.
As categorias de membros do COI incluem:
- Representantes de atletas da Comissão de Atletas do COI;
- Representantes de federações esportivas internacionais, associações de federações internacionais ou outras organizações reconhecidas pelo COI;
- Representantes de Comitês Olímpicos Nacionais (CONs) ou associações mundiais ou continentais de CONs;
- Membros individuais, cujas filiações não estão vinculadas a nenhuma função específica nas referidas organizações.

### Cessação da filiação
A filiação cessa nas seguintes circunstâncias:
- Renúncia: qualquer membro do COI pode encerrar sua filiação a qualquer momento, mediante a entrega de uma renúncia por escrito ao Presidente.
- Não reeleição: qualquer membro do COI deixa de ser membro sem formalidades adicionais caso não seja reeleito.
- Limite de idade: qualquer membro do COI deixa de ser membro ao final do ano civil em que completar 70 ou 80 anos. Qualquer membro que tenha ingressado no século XX deixa de ser membro aos 80 anos, e qualquer membro que tenha ingressado no século XX deixa de ser membro aos 70 anos.
- Ausência: não comparecer às sessões ou não participar ativamente dos trabalhos do COI por dois anos consecutivos.
- Transferência de domicílio ou do principal centro de interesses para um país diferente do seu país no momento da eleição.
- Atividade: membros eleitos como atletas ativos deixam de ser membros ao deixarem de ser membros da Comissão de Atletas do COI.
- Presidentes e indivíduos que ocupam cargos executivos ou de liderança sênior em CONs, associações mundiais ou continentais de CONs, federações internacionais ou associações de federações internacionais, ou outras organizações reconhecidas pelo COI, deixam de ser membros ao deixarem de exercer a função que exerciam no momento da sua eleição.
- Expulsão: um membro do COI pode ser expulso por decisão da sessão se tal membro tiver traído o seu juramento ou se a Sessão considerar que tal membro negligenciou ou intencionalmente colocou em risco os interesses do COI ou agiu de forma indigna do COI.

### Federações esportivas reconhecidas pelo COI
O COI reconhece 82 federações esportivas internacionais:
- Os 33 membros da Associação das Federações Olímpicas Internacionais de Esportes de Verão (ASOIF).[11]
- Os 7 membros da Associação das Federações Olímpicas Internacionais de Esportes de Inverno (AIOWF).[12]
- Os 42 membros da Associação das Federações Esportivas Internacionais Reconhecidas pelo COI (ARISF).[13]

## Presidentes
O presidente do COI é responsável por representar o COI como um todo e tomar decisões por ele quando o Conselho Executivo não está apto a se reunir. Desde 1894 o COI teve dez presidentes, sendo o primeiro o grego Dimítrios Vikélas (1894–1896), o anfitrião da primeira edição dos Jogos Olímpicos da Era Moderna. A atual presidente é a zimbabuana Kirsty Coventry, que ocupa a posição desde 2025, sendo a primeiro mulher a assumir o cargo.

## Agenda 20+20
Thomaz Bach convocou a comunidade olímpica para analisar as denúncias de corrupção. Assim após sua posse, fez uma consulta durante um ano onde obteve mais de 40 mil propostas, que foram sistematizadas em 1 200 propostas. Estas em 2014 foram analisadas pelos presidentes dos 14 grupos de trabalho na 127ª sessão do COI, assim foi formalizada a Agenda 20+20 contendo 40 recomendações estratégicas sobre o futuro Jogos Olímpicos.